# Hadce u Dobročkova
Hadce u Dobročkova jsou přírodní rezervace na jižním okraji vesnice Dobročkov u Ktiše v okrese Prachatice v Jihočeském kraji. Tvoří ji komplex lužních lesů a luk s výskytem vitální populace hořečku mnohotvarého českého.

## Historie
Krajina jižně od Dobročkova byla dlouhodobě zemědělsky využívána. Pozemky sloužily zejména jako louky nebo pastviny. Dřeviny rostly pouze podél potoka a cest. S ústupem hospodaření začaly pozemky zarůstat olší, střemchou a vysokobylinnými společenstvy. V době od vyhlášení přírodní rezervace se na travních plochách hospodaří ekologickým a přechodným způsobem.
Území přírodní rezervace bylo jako jedna ze dvou oddělených ploch od roku 1992 součástí tehdejší přírodní rezervace Dobročkovské hadce. Část, která leží mimo chráněnou krajinnou oblast Blanský les, vyhlásil jako samostatnou přírodní rezervaci Krajský úřad Jihočeského kraje s účinností od 2. ledna 2014.

## Přírodní poměry
Přírodní památka s rozlohou 16,81 hektarů leží v nadmořské výšce 630–675 metrů v katastrálním území Dobročkov a je součástí evropsky významné lokality Šumava.

### Abiotické poměry

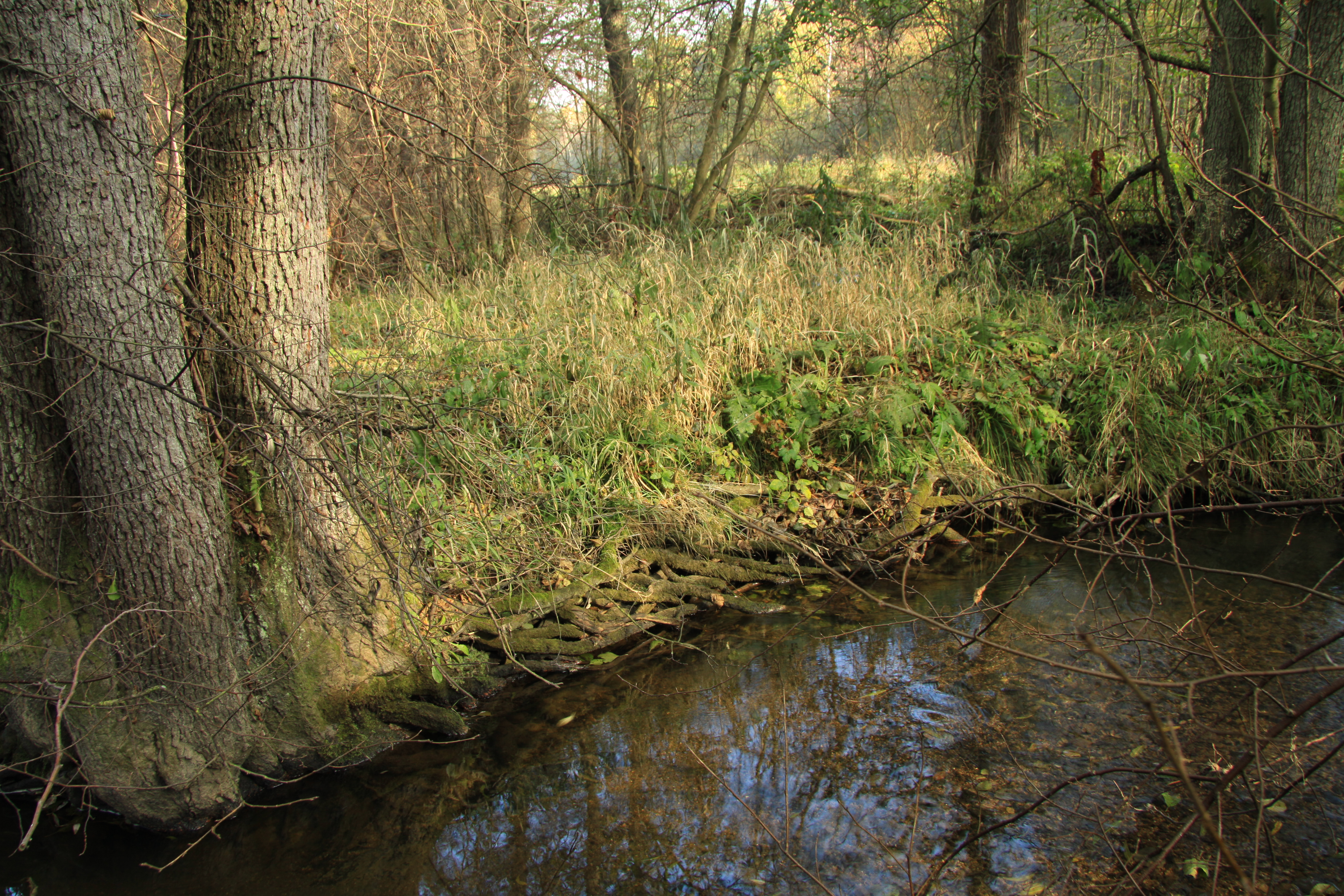
Křemžský potok

Geologické podloží tvoří metamorfované horniny moldanubika zastoupené granulity a biotitickými granulity s vložkami amfibolitu a serpentinitu. Podloží překrývají sedimenty holocenního stáří, na nichž se jako půdní typy vyvinuly kambizemní hořečnaté rankery, kambizemě a v nivě typický glej a pseudoglej.
V geomorfologickém členění Česka přírodní rezervace leží v Šumavském podhůří, konkrétně v podcelku Prachatická hornatina a okrsku Lhenická brázda. Okrsek má mírně zvlněný povrch ohraničenými výraznými zlomovými svahy. Rezervací protéká Křemžský potok. Vytváří v ní množství meandrů s kamenitým dnem v proudivých úsecích. V zátočinách je dno písčité až bahnité a vznikají v nich často náplavy. Břehy jsou místy podemleté a v jarním období se podél toku objevují periodické tůně.
V rámci Quittovy klasifikace podnebí se přírodní rezervace nachází v mírně teplé oblasti MT3, pro kterou jsou typické průměrné teploty −3 až −4 °C v lednu a 16–17 °C v červenci. Roční úhrn srážek dosahuje 600–750 milimetrů, počet letních dnů je 20–30, počet mrazových dnů se pohybuje mezi 160–160 a sněhová pokrývka zde leží 60–100 dnů v roce.

### Flóra
Předmětem ochrany je výskyt stabilní populace hořečku mnohotvarého českého (Gentianella praecox subsp. bohemica), který zde roste v kolísavém množství v počtu stovek až tisíců jedinců. V nivě Křemžského potoka roste hadí mord nízký (Scorzonera humilis), oměj pestrý pravý (Aconitum variegatum subsp. variegatum) a roztroušeně také ostřice pobřežní (Carex riparia). Vzácně se vyskytuje hladýš pruský (Laserpitium prutenicum), prstnatec májový pravý (Dactylorhiza majalis subsp. majalis) a vrbina kytkokvětá (Lysimachia thyrsiflora). Podle literatury z let 2003–2012 v rezervaci rostla také řada dalších druhů, jejichž výskyt nebyl při stanovování plánu péče na období 2021–2030 ověřen. Podle něj v chráněném území pravděpodobně roste kosatec sibiřský (Iris sibirica), ocún jesenní (Colchicum autumnale) a vrba rozmarýnolistá (Salix rosmarinifolia). K neověřeným druhům doloženým pouze literaturou patří bezosetka štětinatá (Isolepis setacea), měkčilka jednolistá (Malaxis monophyllos), hvozdík pyšný pravý (Dianthus superbus subsp. superbus), kociánek dvoudomý (Antennaria dioica), lilie zlatohlavá (Lilium martagon), orlíček obecný (Aquilegia vulgaris), prha arnika (Arnica montana), vachta trojlistá (Menyanthes trifoliata), vratička měsíční (Botrychium lunaria), vstavač kukačka (Anacamptis morio) a mochna bahenní (Potentilla palustris).

### Fauna
Ve velmi hojném množství se v přírodní rezervaci vyskytuje skokan hnědý (Rana temporaria) a v okolí Křemžského potoka byly nalezeny pobytové stopy vydry říční (Lutra lutra). Naposledy v osmdesátých letech dvacátého století byl v potoce popsán výskyt perlorodky říční (Margaritifera margaritifera). V potoce však žije vitální a početná populace mihule potoční (Lampetra planeri). Literatura z let 2003 a 2012 uvádí v potoce také vrkoče útlého (Vertigo angustior) a vranku obecnou (Cottus gobio). Na loukách byl podle ní zaznamenán motýl perleťovec mokřadní (Proclossiana eunomia), pro něhož byla rezervace nejvýchodnějším místem výskytu v Česku.

## Ochrana přírody
Hlavním předmětem ochrany v přírodní rezervaci jsou společenstva mezofilních ovsíkových a kostřavových luk, střídavě vlhkých bezkolencových luk, širokolistých suchých trávníků, údolních jasanovo-olšových luhů a další méně významná stanoviště. K předmětu ochrany patří také výskyt hořečku mnohotvarého českého a ryby mihule potoční a vranka obecná. Cílem péče o přírodní rezervaci je vytvoření a uchování podmínek nezbytných pro populace vzácných rostlin a živočichů.

## Přístup
V blízkosti východní hranice území vede silnice II/166, po které je značena cyklistická trasa č. 1139. Podél západní hranice a jižní částí rezervace vede polní cesta z Dobročkova.